# Vazamento de telegramas diplomáticos dos Estados Unidos
O vazamento de telegramas diplomáticos dos Estados Unidos teve início no final de novembro de 2010 quando o site WikiLeaks e cinco grandes jornais publicaram uma quantidade de documentos oficiais que detalhavam correspondências entre o Departamento de Estado dos Estados Unidos e embaixadas estadunidenses ao redor do mundo. O vazamento dos telegramas é o terceiro em uma série de conjuntos de documentos sigilosos publicados pelo WikiLeaks, precedido pelo vazamento de documentos da Guerra no Afeganistão (em julho) e pelo vazamento de documentos da Guerra do Iraque (em outubro).
Os primeiros 200 de 251.287 documentos foram publicados em 28 de novembro através do WikiLeaks, do espanhol El País, do alemão Der Spiegel, do francês Le Monde, do britânico The Guardian e do estadunidense The New York Times. Cerca de 130 mil documentos não são sigilosos e nenhum é "top secret"; cerca de 100 mil são "confidenciais" e 15 mil são do mais alto nível "secreto". O vazamento inicial focava-se nas relações diplomáticas dos Estados Unidos e países do Oriente Médio. Os planos do WikiLeaks são de divulgar todos os telegramas em lotes no decorrer de vários meses.

## Reações
As reações ao vazamento foram, de certa forma, uniformes: a maioria dos governos ocidentais expressou condenação. Analistas da mídia demonstraram interesse pelo conteúdo e defenderam o WikiLeaks das críticas. Em resposta ao vazamento, o Secretário de Imprensa da Casa Branca Robert Gibbs disse que "um governo transparente é algo que o Presidente acredita ser importante, mas o roubo e divulgação de informação secreta é um crime."
Em Londres, o porta-voz do WikiLeaks, Kristin Hrafnsson, ex-jornalista televisivo da Islândia, negou que o vazamento de documentos secretos seja uma violação da lei. "Estamos fazendo isso pelo bem do público (...). Não acho que tenhamos violado lei alguma", disse ele, acrescentando que a transparência é a base de qualquer democracia saudável. "Um mundo sem segredos é um mundo melhor", afirmou Hrafnsson.
O governo alemão, porém, já planeja criar uma nova lei de controle da Internet, prevendo multas de vários milhares de euros para punir a divulgação de informações não liberadas. A ministra da justiça, Sabine Leutheusser-Schanarrenberger, lembrou que um controle maior da Internet só seria possível com uma cooperação internacional.
Em 9 de dezembro, o presidente do Brasil, Luiz Inácio Lula da Silva, defendeu publicamente Julian Assange num discurso em defesa da liberdade de expressão.

### Represálias e ameaças
Desde o dia 28 de novembro, quando começou o vazamento dos documentos diplomáticos, o WikiLeaks tem sido alvo de ataques sistemáticos, o que obrigou o site a trocar o servidor sueco, Bahnhof, pelos servidores da Amazon.com. Entretanto, por pressão de congressistas americanos, a Amazon acabou por "expulsar" WikiLeaks, o que resultou na interrupção do acesso ao site, por várias horas, no dia 1º de dezembro, até que este voltou a se hospedar no servidor sueco. Pelo Twitter, WikiLeaks sugeriu que "se a Amazon está tão incomodada com a Primeira Emenda, deveria deixar o negócio de venda de livros".
No dia 30 de novembro, a Interpol, a pedido da Justiça sueca, enviou a 188 países, uma "notificação vermelha" para descobrir o paradeiro de Julian Assange, o fundador da WikiLeaks, visando a sua extradição. Assange, processado por violência sexual na Suécia, refugiou-se no sudoeste da Inglaterra e estaria recebendo ameaças de morte.

## História

### Aquisição dos telegramas
Foi divulgado em junho que o Departamento de Estado e funcionários de embaixadas dos EUA estavam preocupados que Bradley Manning, que havia sido processado por divulgação de documentos sigilosos enquanto estava no Iraque, pudesse ter tido acesso a telegramas diplomáticos. A reportagem da Wired foi rejeitada como sendo inverossímil pelo próprio WikiLeaks. Manning estava sob suspeita de ter enviado tudo o que havia conseguido para o WikiLeaks, que havia decidido publicar o material aos poucos, para obter o maior impacto possível.

### Anúncio
Em 22 de novembro, um anúncio feito pelo WikiLeaks via Twitter dizia que a próxima publicação teria 7 vezes o tamanho dos recém-publicados relatórios de guerra do Iraque. Autoridades estadunidenses e a mídia especularam, na época, que eles poderiam conter telegramas diplomáticos. Antes do vazamento, o governo da Grã-Bretanha havia enviado um aviso aos jornais britânicos, alertando-os de que não os publicassem.
O The Guardian depois revelou ter sido a fonte da cópia dos documentos enviada ao The New York Times, de forma a prevenir a total censura dos documentos.
Em 9 de dezembro os maiores jornais paquistaneses — como o The News International, o The Express Tribune e o Daily Jang — divulgaram que certos telegramas de diplomatas estadunidenses possuíam conteúdo agressivo acerca do governo indiano. Mais tarde, admitiu-se que a história "era dúbia e poderia ter sido inventada", e alguns jornais pediram desculpas aos seus leitores. De fato, nenhum conteúdo agressivo ao governo da Índia apareceu entre os telegramas publicados.
Em 26 de novembro, o fundador do WikiLeaks, Julian Assange, enviou uma carta ao Departamento de Estado dos EUA através de sua advogada, Jennifer Robinson, convidando-os para, de forma privada, identificar possíveis documentos cuja publicação poderia colocar vidas em risco. Harold Koh, conselheiro legal do Departamento, rejeitou a proposta dizendo que não negociaria documentos obtidos ilegalmente. Assange respondeu que, assim sendo, os riscos não pareciam ser tão grandes, e que eles estariam, desta forma, mais preocupados em encobrir os abusos cometidos por eles próprios.

## Conteúdo por região
As informações nos telegramas divulgados pelo WikiLeaks em 28 de novembro de 2010 e dias subsequentes incluem as seguintes:

### Afeganistão
- De acordo com um telegrama da embaixada estadunidense em Cabul, o Vice-Presidente do Afeganistão, Ahmad Zia Massoud, foi descoberto carregando US$ 52 milhões em dinheiro que ele "teve permissão de levar sem precisar revelar a origem ou o destino". A descoberta foi feita nos Emirados Árabes Unidos pelas autoridades locais que trabalhavam para o Drug Enforcement Administration.

- Hamid Karzai, Presidente do Afeganistão, foi descrito em um telegrama como tendo "uma visão de mundo paranóica".[16]

### Brasil
- O Ministro das Relações Exteriores, Celso Amorim, é descrito como um "oponente" que adota um discurso "contra os estadunidenses".[17]

- De acordo com um telegrama da embaixada estadunidense em Brasília, o Brasil abriga suspeitos de terrorismo entre os traficantes de drogas. Altos oficiais brasileiros "rejeitam vigorosamente qualquer insinuação" de que há presença terrorista no Brasil.[18]

- Segundo os telegramas, a Polícia Federal e a ABIN monitoram a presença de suspeitos de terrorismo no território nacional, desde pelo menos o ano de 2005. Conforme relatou o ex-embaixador dos Estados Unidos, Clifford Sobel, num telegrama enviado em 8 de janeiro de 2008, "a Polícia Federal frequentemente prende indivíduos ligados ao terrorismo, mas os acusa de uma variedade de crimes não relacionados a terrorismo para não chamar a atenção da imprensa e dos altos escalões do governo". “No ano passado (2007) a Polícia Federal prendeu vários indivíduos envolvidos em atividades suspeitas de financiamento de terrorismo mas baseou essas prisões em acusações de tráfico de drogas ou evasão fiscal". A Polícia Federal e a ABIN sempre compartilham essas informações com as agências estadunidenses, diz o relato. Segundo os telegramas, estes suspeitos de terrorismo se tratam principalmente de imigrantes libaneses ligados ao Hezbollah, além de extremistas sunitas, que se encontram localizados principalmente na Grande São Paulo, na Tríplice Fronteira (ou oeste do Paraná) e em outras regiões do sul do país. Em um almoço com o ex-embaixador John Danilovich na residência da embaixada em 2006, o ministro-chefe do Gabinete de Segurança Institucional da Presidência da República, Jorge Armando Felix disse que é importante que as operações de contraterrorismo sejam "maquiadas" da maneira apropriada para não afetar negativamente a "orgulhosa" e "bem-sucedida" comunidade árabe no Brasil. Pouco antes, Felix havia agradecido o apoio dos estadunidenses através do Regional Movement Alert System (RMAS), que é um sistema que detecta passaportes inválidos, perdidos ou falsificados. A partir de informações do RMAS, a ABIN e a Polícia Federal estariam monitorando "indivíduos de interesse" no Brasil. Segundo o telegrama que descreve o almoço entre Felix e Danilovich, "além das operações conjuntas com o governo dos Estados Unidos, o governo brasileiro também está pedindo que filhos de árabes, muitos deles empresários de sucesso, vigiem árabes que possam ser influenciados por extremistas ou grupos terroristas". Logo após, Felix afirma que é de total interesse da comunidade árabe no Brasil "manter potenciais extremistas na linha", evitando assim chamar a atenção mundial para os árabes brasileiros. No telegrama enviado em 8 de janeiro de 2008, Clifford Sobel também afirmou que "a sensibilidade ao assunto (por parte do governo brasileiro) resulta devido ao medo da estigmatização da grande comunidade islâmica no Brasil ou de que haja prejuízo para a imagem da região (da Tríplice Fronteira) como destino turístico. Também é uma postura pública que visa evitar associação à guerra ao terror dos EUA, vista como demasiado agressiva". Em outro telegrama de dezembro de 2009, a ministra conselheira da embaixada, Lisa Kubiske, disse que "enquanto o governo nega (o terrorismo), a polícia monitora e colabora em operações de contraterrorismo". Neste telegrama, ela também citou a prisão de um integrante da Al-Qaeda em São Paulo, conhecido como "senhor K", em maio de 2009. Ele foi preso sob a acusação de racismo numa pretensa investigação sobre células nazistas, mas segundo o que está escrito no telegrama, para a Polícia Federal, ele coordenava uma célula de comunicação e recrutamento da Al-Qaeda em São Paulo. Além disso, Lisa Kubiske também elogiou o Ministério das Relações Exteriores por ter admitido que terroristas podem se interessar no Brasil por causa dos Jogos Olímpicos de Verão de 2016.[19]

- A Secretária de Estado dos Estados Unidos, Hillary Clinton, enviou um telegrama à embaixada estadunidense em Brasília, pedindo informações detalhadas sobre a vida pessoal de diversos membros do alto escalão do governo federal, tendo em vista os interesses estratégicos dos Estados Unidos, principalmente na área ambiental e no comércio bilateral entre os dois países. Além disso, Hillary também agradeceu os diplomatas pelas informações fornecidas sobre o então ministro Carlos Minc e a negociadora do Itamaraty, Vera Machado, além dos candidatos à eleição presidencial de 2010. Logo após, Hillary também pediu informações sobre "divisões dentro do núcleo do governo Lula", em relação às políticas usadas para atenuar os efeitos da crise econômica, em especial aquelas que pudessem afetar o comércio bilateral entre o Brasil e os Estados Unidos.[20]

- Após a primeira reunião realizada entre o presidente Lula e os oficiais estadunidenses, realizada em 21 de novembro de 2002, o subsecretário de estado dos Estados Unidos, Otto Reich, tachou o então deputado federal Aloizio Mercadante de "radical". Além disso, no momento em que Reich falava sobre as violações dos direitos humanos em Cuba (país que na época era aliado do Brasil e inimigo dos EUA), José Dirceu (que também estava na reunião) rebateu dizendo que "nós vamos simplesmente ter que concordar em discordar". Logo em seguida, Reich disse: “Nós não temos medo do PT e da sua agenda social”.

- No dia 30 de outubro de 2006 (um dia após a reeleição do presidente Lula), o ex-embaixador dos Estados Unidos, Clifford Sobel, fez uma visita ao Palácio do Planalto e logo no dia seguinte, enviou um telegrama ao Departamento de Estado dos Estados Unidos, que terminava com a seguinte mensagem: “Nossos interlocutores do alto escalão estavam de muito bom humor ontem, com palavras gentis para todo o mundo, inclusive para os EUA. Mas sem grandes mudanças no alto escalão e na orientação do Ministério das Relações Exteriores, duvidamos sobre a viabilidade de uma mudança favorável aos EUA e ao mundo desenvolvido, em vez da prioridade sul-sul do primeiro mandato de Lula”.[21]

- A embaixada dos Estados Unidos em Brasília tentou persuadir o comandante da FAB, Juniti Saito, além do ministro Nelson Jobim, de forma com que eles tentassem convencer o presidente Lula a optar pela compra dos caças F-18 Super Hornet dos Estados Unidos, ao invés dos Rafale da França, e dos Gripen da Suécia. Além disso, a ministra conselheira da embaixada, Lisa Kubiske, pediu um lobby mais intenso por parte do governo dos Estados Unidos, dizendo que a falta de atuação pessoal, por parte das autoridades estadunidenses, "é uma desvantagem crítica em uma sociedade brasileira na qual os relacionamentos pessoais servem de fundação para os negócios”.[22]

- O ministro-chefe do Gabinete de Segurança Institucional da Presidência da República, Jorge Armando Felix, foi apontado como o principal interlocutor da embaixada dos Estados Unidos no alto escalão do governo federal, e ao ser perguntado por Clifford Sobel sobre a sua opinião em relação aos benefícios que o Brasil receberia numa cooperação com a OTAN, respondeu que "os brasileiros devem encarar o fato de que ’um preço deve ser pago’ para obter um papel de liderança global. O Brasil deve estar disposto a modernizar e empregar suas forças em operações internacionais e confrontar a perspectiva de ’sacos de corpos’ retornando ao Brasil." Felix também disse que, tanto pessoalmente quanto como militar, ele acreditava que era chegada a hora do Brasil "pagar o preço" e assumir a posição de liderança no cenário global. Além disso, Felix também afirmou que uma cooperação próxima com a OTAN seria vista positivamente pelos militares brasileiros, que segundo o que está escrito no documento, também compartilham a sua visão.[23]

- Em um dos telegramas, o embaixador Thomas A. Shannon, Jr. se manifestou a favor da mudança no Código Florestal Brasileiro, proposta pelo deputado federal Aldo Rebelo, que preconiza a redução da área de reserva legal de 80% para 50% do total, nas propriedades rurais localizadas na Amazônia Legal.[24]

- O Ministro da Defesa Nelson Jobim confirmou um antigo rumor de que o presidente da Bolívia, Evo Morales, sofre de um tumor na região nasal.[25]

- Atividades de organizações na Amazônia e a proteção das recém-descobertas reservas de petróleo foram classificadas de "paranoia", uma vez que não existem ameaças internacionais a elas.[26]

- Os EUA estariam preocupados com a segurança da Copa do Mundo FIFA de 2014 e dos Jogos Olímpicos de Verão de 2016 no Brasil, bem como com a infraestrutura, citando o blecaute no Brasil e Paraguai em 2009.[27]

- A ministra-conselheira da embaixada, Lisa Kubiske, aponta oportunidades comerciais e militares para as olimpíadas de 2016, dizendo que "o futuro é hoje". Ela diz que o governo brasileiro admitiu a possibilidade de ameaça terrorista. Ela reclama ainda da falta de planejamento para os eventos, o "jeito tipicamente brasileiro".[27]

- Um telegrama de 2005 diz que Dilma Rousseff, então recém-nomeada ministra da Casa Civil, "organizou três assaltos a bancos" e "planejou o lendário assalto conhecido como 'roubo ao cofre do Adhemar'", na época da ditadura militar. Diz ainda que Dilma "gosta de cinema e música clássica, e perdeu peso recentemente", e que ela é vista como "competente" pelas empresas dos EUA, mas é "teimosa, uma negociadora dura e detalhista".[28][29]

- Um telegrama da embaixada dos Estados Unidos no Brasil em 2009, assinado na ocasião pelo então embaixador Clifford Sobel, cita vulnerabilidade de Brasília a potenciais ataques terroristas, uma vez que os procedimentos para fechamento do espaço aéreo foram desenvolvidos com foco nas vastas áreas no Norte do País, para combate à ação de aeronaves traficando drogas, e não para coibir potenciais ataques a cidades.[30]

- O Brasil tem dois pontos considerados "críticos para a segurança dos EUA":
  - os cabos submarinos de fibra ótica de grande capacidade que saem de Fortaleza, que foram lançados por volta do ano 2000 e interligam vários países aos EUA;
  - as reservas de nióbio, metal fundamental para a indústria de armamentos — cerca de 90% das reservas mundiais de nióbio encontram-se no Brasil.[31]

### China
- Um oficial chinês revelou que tanto a opinião pública quanto o Governo na China estão "cada vez mais contra" a Coreia do Norte, e que a "influência chinesa na Coreia do Norte foi sempre menor do que se pensava", e que eles não "gostavam" da Coreia do Norte, "eles são só um vizinho". A China poderia estar querendo uma reunificação coreana sob o comando da Coreia do Sul desde que fosse reduzida a presença militar estadunidense, indicando que eles poderiam abrigar cerca de 300 mil norte-coreanos refugiados no caso de guerra na península.[32]

- Um informante chinês relatou à embaixada em Pequim que a cúpula do Partido Comunista da China foi responsável por investigar o ataque ao Google em janeiro de 2010, que foi parte de uma grande "campanha coordenada de sabotagem cibernética por agentes do Governo, especialistas em segurança profissionais e vândalos da internet recrutados pelo Governo Chinês, que tinha como alvo os Estados Unidos e seus aliados do ocidente".[33]